# Aeroportul Mzuzu
Aeroportul Mzuzu (IATA: ZZU, ICAO: FWUU) este un aeroport din Malawi ce deservește zona Mzuzu. A fost numit după zona deservită.
Situat la o altitudine de 1.254 m, aeroportul dispune de o singură pistă.